# ኀ
Ḫarm (en amhárico ኀረመ) es la undécima letra del alfabeto etíope, que representa el sonido /x/.

## Historia
Esta letra (ኀ) proviene del carácter árabe meridional 𐩭.
| Ḫah | Ḫarm |
| --- | ---- |
| 𐩭   | ኀ    |

## Uso
El alfabeto etíope es un alfasilabario donde cada símbolo corresponde a una combinación vocal + consonante, es decir, hay un símbolo básico al cual se añaden símbolos para marcar la vocal. Las modificaciones de la letra ኀ (ḫarm) son las siguientes:
| ḫä [ḫə] | ḫu | ḫi | ḫa | ḫe | ḫə [ḫɨ], ∅ | ḫo | ḫʷä [ḫʷə] | ḫʷi | ḫʷa | ḫʷe | ḫʷə [ḫʷɨ] |
| ------- | -- | -- | -- | -- | ---------- | -- | --------- | --- | --- | --- | --------- |
| ኀ       | ኁ  | ኂ  | ኃ  | ኄ  | ኅ          | ኆ  | ኈ         | ኊ   | ኋ   | ኌ   | ኍ         |